# Molossus pretiosus
Molossus pretiosus es una especie de murciélago de la familia Molossidae.

## Distribución geográfica
Se encuentra en México Nicaragua Costa Rica, Colombia, Venezuela, Guyana y Brasil.